# Francisco Da Silva Marques
Francisco Da Silva Marques (11 marzo 1905 – 9 maggio 1968) è stato un calciatore portoghese, di ruolo attaccante.

## Carriera

### Nazionale
Ha collezionato 3 presenze con la maglia della Nazionale.

## Palmarès

### Club

#### Competizioni nazionali
- Coppa del Portogallo: 3

Belenenses: 1927, 1929, 1933

## Statistiche

### Presenze e reti in Nazionale
| Cronologia completa delle presenze e delle reti in nazionale ― Portogallo | Cronologia completa delle presenze e delle reti in nazionale ― Portogallo | Cronologia completa delle presenze e delle reti in nazionale ― Portogallo | Cronologia completa delle presenze e delle reti in nazionale ― Portogallo | Cronologia completa delle presenze e delle reti in nazionale ― Portogallo | Cronologia completa delle presenze e delle reti in nazionale ― Portogallo | Cronologia completa delle presenze e delle reti in nazionale ― Portogallo | Cronologia completa delle presenze e delle reti in nazionale ― Portogallo |
| Data                                                                      | Città                                                                     | In casa                                                                   | Risultato                                                                 | Ospiti                                                                    | Competizione                                                              | Reti                                                                      | Note                                                                      |
| ------------------------------------------------------------------------- | ------------------------------------------------------------------------- | ------------------------------------------------------------------------- | ------------------------------------------------------------------------- | ------------------------------------------------------------------------- | ------------------------------------------------------------------------- | ------------------------------------------------------------------------- | ------------------------------------------------------------------------- |
| 16-03-1927                                                                | Lisbona                                                                   | Portogallo                                                                | 4 – 0                                                                     | Francia                                                                   | Amichevole                                                                | -                                                                         |                                                                           |
| 17-04-1927                                                                | Torino                                                                    | Italia                                                                    | 3 – 1                                                                     | Portogallo                                                                | Amichevole                                                                | -                                                                         |                                                                           |
| 23-02-1930                                                                | Porto                                                                     | Portogallo                                                                | 2 – 0                                                                     | Francia                                                                   | Amichevole                                                                | -                                                                         |                                                                           |
| Totale                                                                    |                                                                           | Presenze                                                                  | 3                                                                         |                                                                           | Reti                                                                      | 0                                                                         |                                                                           |